# Zé Laviola
José Laviola Neto de Lira (Belo Horizonte, 10 de dezembro de 1993), é um político brasileiro, filiado ao NOVO. Nas eleições de 2022, foi eleito deputado estadual por MG.
É filho da ex-deputada estadual Celise Laviola.